# Eberwin von Helfenstein
Eberwin von Helfenstein († 10. April 1152 in Steinfeld/Eifel) ist ein katholischer Heiliger. Sein Gedenktag ist der 10. April. Er war ein deutscher Prämonstratenser und Propst des Prämonstratenserklosters Steinfeld. Eberwin bedeutet im althochdeutschen: Freude am Eber.

## Leben
Eberwin von Helfenstein kam 1121 als Augustiner-Chorherr mit mehreren Gefährten vom Kloster Springiersbach nach Steinfeld in der Eifel, um dort das von den Benediktinern verlassene Kloster als Chorherrenstift einzurichten. Im Jahre 1130 schlossen sich Propst Eberwin und sein Stift dem Prämonstratenserorden an.
Durch Wort und Schrift bekämpfte Helfenstein die von der Lehre der Kirche abweichenden „Häresien“, insbesondere die Lehre der Katharer, die in Köln und Umgebung verbreitet war. Er war mit dem hl. Bernhard von Clairvaux eng befreundet.